# Riksdagsvalget i Sverige 1952
Riksdagsvalget i Sverige 1952 var valget til den Sveriges Rigsdags Andra kammaren, valget blev afholdt den 21. september 1952.

## Valgresultat
| Parti                 | Parti                            | Partiledere           | stemmer            | stemmer | stemmer | Mandatfordeling | Mandatfordeling |
| Parti                 | Parti                            | Partiledere           | Antal              | %       | +− %    | Antal           | +−              |
| --------------------- | -------------------------------- | --------------------- | ------------------ | ------- | ------- | --------------- | --------------- |
|                       | Socialdemokraterna               | Tage Erlander         | 1 742 284          | 46,05   | −0,08   | 110             | −2              |
|                       | Folkpartiet                      | Bertil Ohlin          | 924 819            | 24,44   | +1,69   | 58              | +1              |
|                       | Högerpartiet                     | Jarl Hjalmarson       | 543 825            | 14,37   | +2,03   | 31              | +8              |
|                       | Landsbygdspartiet Bondeförbundet | Gunnar Hedlund        | 406 183            | 10,74   | −1,64   | 26              | −4              |
|                       | Sveriges kommunistiska parti     | Hilding Hagberg       | 164 194            | 4,34    | −1,97   | 5               | −3              |
|                       | Vänstersocialistiska partiet     | Albin Ström           | 2 302              | 0,06    | -0,02   | —               | —               |
|                       | Øvrige partier                   | —                     | 100                | 0,00    | —       | —               | —               |
| Antal gyldige stemmer | Antal gyldige stemmer            | Antal gyldige stemmer | 3 783 707          | 100,00  |         | 230             |                 |
| Ugyldige stemmer      | Ugyldige stemmer                 | Ugyldige stemmer      | ?                  |         |         |                 |                 |
| Totalt                | Totalt                           | Totalt                | 3 801 284 (79,1 %) |         |         |                 |                 |

- Vänstersocialistiska partiet opstillede kun i Göteborgs valgkreds og fik der alle sine stemmer

Kilder: Svenska Dagbladets årsbok 1952, SCB Riksdagsmannavalen 1949-1952